# Аратес
Аратес (вірм. Արատես) — село в марзі Вайоц-Дзор, на півдні Вірменії. Село розташоване за 28 км на північний схід від міста Єхегнадзор. Наразі населення села відсутнє. Село підпорядковується сільраді сусіднього села Ермон.